# پلاتین‌داران
پلاتین‌داران (به لاتین: Platynota) یک گروه چندشاخه‌ای از مارمولک‌های آنگویمورف است و بنابراین به راسته Squamata از ردهٔ خزندگان وابستگی دارد. از زمانی که در سال ۱۸۳۹ نام‌گذاری شد، دربرگیرندهٔ چندین گروه از جمله مارمولک‌های بزمجه، مارها، موساسورها و گلمیخ‌پوستان بود. کاربرد طبقه‌بندی آن هنوز هم متفاوت است، زیرا گاهی معادل گروه بزمجه‌واران (Varanoidea) در نظر گرفته می‌شود و گاهی به عنوان یک گروه متمایز در نظر گرفته می‌شود. از نظر تبارزایی به عنوان یک تبارشاخه دارای بزمجه‌ایان (Varanidae) تعریف می‌شود. همچنین شامل بسیاری از گونه‌های منقرض شده است.